# Hivinau
Le hivinau est l'une des danses traditionnelles de Tahiti en Polynésie française, liée au 'Ori Tahiti. C'est une danse joyeuse et mixte, où les danseurs évoluent en cercles concentriques, tourbillonnent et s'entrecroisent. Le chef de groupe, ra'atira, a un rôle de meneur, et déclame d'une voix forte le récit, auquel les danseurs répondent par des Hiria ha'a, hiria ha'a ha'a distinctifs du hivinau.
Les costumes et l'orchestration, à base de percussions auxquelles s'ajoutent parfois le ukulele, sont les mêmes que pour l'’ote'a.

## Sources
- tahitienfrance.free.fr
- Patrick O'Reilly, La danse à Tahiti, Nouvelles éditions latines, Paris.